# Gemma Donati
Gemma Di Manetto Donati, comúnmente abreviada a solo Gemma Donati ( c. 3 de marzo de 1265
 - después de 1333), fue la esposa del poeta italiano Dante Alighieri .

## Biografía
La vida de Gemma Donati está relativamente indocumentada. A lo largo de su vida, Dante nunca mencionó a Donati. En cambio, escribió prolíficamente sobre su interés amoroso y musa Beatrice Portinari, a quien conoció cuando tenía nueve años.
Donati nació fruto del matrimonio entre Manetto y Maria Donati alrededor de 1267, dos años después de su futuro esposo, Dante Alighieri. La familia Donati era una familia adinerada en la Florencia medieval. Se comprometió con Dante en 1277 cuando él tenía 11 o 12 años. Su dote era de solo 200 florines, lo que sugiere que la familia de Dante no tenía bienes sustanciales a mediados de la década de 1270. Sin embargo, una alianza con la familia Donati a través del matrimonio era socialmente prestigiosa. Dado que la familia Donati poseía una gran cantidad de tierra en Florencia y ganaba dinero mediante alquilar, es muy probable que los Donati fueran los propietarios de la casa de los Alighieri. La pareja se casó en algún momento alrededor de 1285 cuando tenían poco más de 20 años.
Los relatos varían en cuanto a cuántos hijos tuvieron Donati y Dante, pero tuvieron al menos cuatro hijos:
- Pietro (hacia 1286)
- Giovanni (hacia 1288)
- Jacobo (c. 1300)
- Antonia (hacia 1300)

Ha habido discusión entre los estudiosos sobre si el matrimonio entre Donati y Dante fue feliz o no. En el Trattatello in laude di Dante de Boccaccio, Boccaccio escribe que la relación de Dante con Donati solo le trajo problemas y dolor. A pesar de esta afirmación, no hay pruebas firmes de que el matrimonio no fuera feliz. Hay evidencia de que Dante estaba en buenos términos con la familia Donati, ya que en la década de 1290 Manetto Donati le dio a Dante varios préstamos .
Cuando Dante fue exiliado de Florencia en 1301, Donati y sus hijos no se unieron a él, y es probable que Donati nunca volviera a ver a su marido. Entró en un convento en Ravenna más tarde en su vida. Los documentos sugieren que en junio de 1333 estaba viva; sin embargo, se desconoce la fecha exacta de su muerte.
Dante la representaría como la Virgen María en el Canto XXIII del Paradiso, como "presentación" a la representación de sus hijos Pietro, Jacopo, Giovanni, representados en los siguientes Cantos por los respectivos santos, y Antonia, representada por Beatrice y Adamo. .